# Regine Kapeller-Adler
Regine Kapeller-Adler (28. Juni 1900 in Stanislau, Galizien (heute Iwano-Frankiwsk, Ukraine) – 31. Juli 1991 in Edinburgh), geb. Kapeller, war eine österreichisch-britische Biochemikerin und Pharmakologin. Sie entwickelte einen frühzeitigen und schnellen Schwangerschaftstest.

## Leben und Wirken
Regine Kapeller-Adler wurde als Tochter des Angestellten der Canadian Pacific und der Royal Mail Line, Moritz Kapeller, am 28. Juni 1900 in Galizien geboren. Sie besuchte das Gymnasium in Brody und schließlich das Reformrealgymnasium in der Wiener Leopoldstadt, wo sie am 3. Juli 1918 maturierte. Sie studierte anschließend von 1918 bis 1923 an der Philosophischen Fakultät der Universität Wien Chemie und promovierte am 9. Juni 1923 zum Dr. phil.
1924 wurde sie Demonstratorin am Institut für medizinische Chemie der Universität Wien und ab 1926 außerordentliche bzw. später ordentliche Assistentin bis zum Jahre 1934. 1928 heiratete sie den Mediziner Ernst Adler (1899–1970). Von einer geplanten Habilitation wurde ihr als Frau und Jüdin abgeraten, trotz ihrer ausgezeichneten wissenschaftlichen Arbeit würde dies abgelehnt werden. Nach Ablauf ihrer Stelle arbeitete sie unbezahlt weiterhin wissenschaftlich.
1933 entwickelte und publizierte sie einen chemischen Harntest zum frühzeitigen Schwangerschaftsnachweis, auf Basis ihrer Entdeckung der Histidin-Ausscheidung in der frühen Schwangerschaft. Der Nachweis des Histidins im Harn (und damit der Schwangerschaft) erfolgte durch eine Farbreaktion innerhalb von vier Stunden. Die bis dahin idealste Frühdiagnose, die Aschheim-Zondek-Reaktion (A-Z-Test), brauchte bis zum Vorliegen eines Ergebnisses hundert Stunden, und benötigte junge weibliche Mäuse, die getötet werden mussten, um das Ergebnis festzustellen. Die Zeitung Der Wiener Tag nannte Kapeller-Adlers Entdeckung einen „bedeutsamen Gewinn für die Frauenheilkunde und Geburtshilfe“.
Ihre Methode war noch nicht der endgültige Durchbruch zu den modernen Schwangerschaftstests, gelegentlich kam es nämlich zu falsch-negativen Ergebnissen. Deshalb wurde ihr Test nicht allgemein eingeführt, aber mancherorts als Vorprobe genützt: Bei einem positiven Ergebnis war der Nachweis der Schwangerschaft gegeben, bei einem negativen Ergebnis konnte man immer noch den aufwändigen A-Z-Test anschließen. Es dauerte noch bis Ende der 1950er-Jahre, bis Tests an Tieren endgültig aufgegeben werden konnten.
Nach der Geburt ihrer Tochter begann Kapeller-Adler 1934 ein Medizinstudium an der Universität Wien. Die ersten beiden Rigorosen legte sie mit ausgezeichnetem Erfolg ab. Neben dem Studium war sie von 1935 bis 1936 am Biochemischen Labor der Krankenkasse halbtags angestellt und leitete ab 1936/37 das Laboratorium für klinische und medizinisch-chemische Diagnostik des Sanatoriums Hera. Nach dem „Anschluss“ verloren sie und ihr Mann 1938 ihre Arbeit, sie konnte ihr Medizinstudium nicht beenden und musste die Universität Wien verlassen.
Als international bekannte Forscherin wurde sie auf die Liste der Society for the Protection of Science and Learning (SPSL) gesetzt und konnte Österreich verlassen und mit ihrer Familie im Jänner 1939 nach Großbritannien emigrieren. Bis 1940 arbeitete sie am Institute of Animal Genetics der Edinburgh University, dem damals einzigen Schwangerschaftsdiagnoselabor in Großbritannien. Ihr Mann Ernst wurde kurz als „Enemy Alien“ interniert, konnte dann aber nach zahlreichen medizinischen Prüfungen und administrativen Schwierigkeiten ab 1942 in Großbritannien als Arzt arbeiten, er eröffnete 1943 eine Praxis in Edinburgh.
Im Juli 1941 wurde Kapeller-Adler für ihre Forschungsstudien von der Universität Edinburgh der Doctor of Science verliehen. Von 1940 bis 1944 arbeitete sie am Biochemical Laboratory der Royal Infirmary in Edinburgh und ab September 1944 am Department of Pharmacology der Universität Edinburgh. Von 1951 bis 1964 war sie Lecturer am Department of Clinical Chemistry der Universität Edinburgh und wechselte dann bis 1968 an das dortige Department of Obstetrics and Gynaecology.
Sie pflegte zahlreiche internationale Kontakte, auch mit früheren Fakultätsmitgliedern der Universitäten Wien und Graz, die ebenso nach 1938 emigrieren mussten wie Otto Loewi, Alfred Fröhlich, Ernst P. Pick und Richard Wagner.
Im Juni 1973 verlieh ihr die Universität Wien das Goldene Ehrendiplom.
Kapeller-Adler starb am 31. Juli 1991 in Edinburgh.

## Publikationen (Auswahl)
- Regine Kapeller-Adler, Heinz Herrmann: Zur Frage der Histidinurie bei der Gravidität. In: Klinische Wochenschrift. Ausgabe 13/34, August 1934, S. 1220, doi:10.1007/BF01780010.
- Amine Oxidases and Methods for their Study. Wiley-Interscience, 1970, ISBN 978-0-471-45676-6 (englisch).

## Quelle
- Herbert Posch: Regine Kapeller-Adler. In: Gedenkbuch für die Opfer des Nationalsozialismus an der Universität Wien 1938. Abgerufen am 25. März 2019.